# Assarakos
Assarakos (latinsky Assaracus) je v řecké mytologii syn dardanského krále Tróa a jeho nástupce na trůnu.
Jeho matkou byla říční nymfa Kallirhoé, dcera říčního boha Skamandra. Jeho bratři se jmenovali Ílos a Ganymédés.
Assarakos se neproslavil žádnými významnými činy, zapadá však do významného rodu Dardanů. Po pádu Tróje se plavil spolu s ostatními na západ a usadil se v Itálii.
Předkové a potomci Assarakovi:
- Dardanos, zakladatel rodu, byl synem Dia a Plejády Élektry
  - jeho syn Erichthonios vládl v Dardanii po smrti Dardana
  - nástupcem Erichthonia byl Trós, který měl syny jménem Assarakos, Ílos a Ganymédés

Po smrti krále Tróa se království rozdělilo na Dardanii, kde na trůn nastoupil Assarakos, po něm jeho syn Kapys a po něm Anchísés, jehož synem byl Aineiás.
Druhá část království byla krajina kolem Tróje, kde vládl Ílos, po něm Láomedón a Priamos byl posledním králem v Tróji. Tu po desetileté trojské válce zničili Řekové.